# 마이티! 팡
《마이티! 팡》(영어: Mighty! Pang, 일본어: マイティパン)은 미첼에서 제작, 2000년에 출시한 아케이드 게임으로, 팡 시리즈의 4번째 작품이다. 아케이드 외 가정용으로도 출시된 전작 3개와 달리, 본작은 아케이드 단독으로만 출시되었다.